# Manzac-sur-Vern
 Manzac-sur-Vern  (en occitano Manzac de Vern) es una población y comuna francesa, situada en la región de Nueva Aquitania, departamento de Dordoña, en el distrito de Périgueux y cantón de Saint-Astier.

## Demografía
| 437 | 401 | 420 | 417 | 488 | 505 |
| Para los censos de 1962 a 1999 la población legal corresponde a la población sin duplicidades (Fuente: INSEE [Consultar]) |     |     |     |     |     |